# Цулая, Гено Ясонович
Гено Ясонович Цулая (17 января 1930 — 18 сентября 2000) — грузинский кинорежиссёр. Заслуженный деятель искусств Грузинской ССР (1979).

## Биография
В 1948 году окончил Сухумское музыкальное училище
.
В 1948—1950 годах учился в Одесском медицинском институте.
В 1957 году окончил режиссёрский факультет ВГИКа (мастерская Михаила Чиаурели и Юрия Геники).
С 1957 года — режиссёр киностудии «Грузия-фильм». Автор и соавтор сценариев к большинству своих фильмов.
В 1979 году присвоено звание Заслуженного деятеля искусств Грузинской ССР.
В 1981 году окончил кинофакультет Грузинского института театрального искусства имени Шота Руставели.
Снимал картины вместе с женой — режиссёром Нинель Неновой.

## Фильмография

### Режиссёр
- 1962 — Прошлым летом
- 1963 — Маленькие рыцари
- 1965 — Срок истекает на рассвете
- 1968 — Клоун и дым
- 1971 — Рэро принимает гостей
- 1972 — Мы едем, мы поём...
- 1977 — Бабочка
- 1979 — Брак по-имеретински
- 1981 — А ну-ка, дедушки!
- 1984 — Чиора
- 1988 — Метичара — зверь морской

### Актёр
- 1965 — Срок истекает на рассвете
- 1989 — Операция «Вундерланд»

## Награды
- Заслуженный деятель искусств Грузинской ССР (1979)
- Лауреат Всесоюзного кинофестиваля в номинации «Призы среди детских фильмов» (1985)